# Stavarsjön (Skorpeds socken, Ångermanland, 703569-158512)
Stavarsjön är en sjö i Örnsköldsviks kommun i Ångermanland och ingår i Nätraåns huvudavrinningsområde. Sjön har en area på 0,158 kvadratkilometer och ligger 278,1 meter över havet. Sjön avvattnas av vattendraget Nätraån.

## Delavrinningsområde
Stavarsjön ingår i det delavrinningsområde (703549-158581) som SMHI kallar för Utloppet av Stavarsjön. Medelhöjden är 310 meter över havet och ytan är 1,11 kvadratkilometer. Räknas de 8 avrinningsområdena uppströms in blir den ackumulerade arean 38,89 kvadratkilometer. Avrinningsområdets utflöde Nätraån mynnar i havet. Avrinningsområdet består mestadels av skog (77 procent). Avrinningsområdet har 0,16 kvadratkilometer vattenytor vilket ger det en sjöprocent på 14,1 procent.